# إيرل كورتون
إيرل كورتون (بالإنجليزية: Earl Cureton) مواليد 3 سبتمبر 1957 في ديترويت، هو لاعب كرة سلة محترف أمريكي بدأ مسيرته الاحترافية في سنة 1980 حيث اختير من قبل فريق فيلادلفيا سفنتي سيكسرز خلال الدرافت، وحمل الرقم 25 و23 و35. يبلغ طوله 6 قدم 9 بوصة (2.1 م). اعتزل اللعب في 1997.

## فرق لعب لها
- فيلادلفيا سفنتي سيكسرز
- أولمبيا ميلانو
- ديترويت بيستونز
- شيكاغو بولز
- لوس أنجلوس كليبرز
- شارلوت هورنتس

## روابط خارجية
- إيرل كورتون على موقع إن بي أي (الإنجليزية)
- إيرل كورتون على موقع سبورتس رفرنس (الإنجليزية)
- إيرل كورتون على موقع كلية كرة السلة في سبورتس رفرنس.كوم (الإنجليزية)
- إيرل كورتون على موقع ريلجم (الإنجليزية)
- إيرل كورتون على موقع بروبوليرز (الإنجليزية)